# Визель, Александр Андреевич
Алекса́ндр Андре́евич Визель (род. 24 июля 1957) — советский и российский пульмонолог, зав. кафедрой фтизиопульмонологии Казанского государственного медицинского университета (с 1989), главный пульмонолог Минздрава Республики Татарстан (1995-2023 гг), Заслуженный врач и лауреат государственной премии Республики Татарстан, член Российского (РРО) и Европейского респираторных обществ (ERS), Всемирной ассоциации по саркоидозу и гранулёматозным заболеваниям (WASOG), ассамблеи GOLD (ХОБЛ).

## Происхождение и семья
Визели — дворяне немецко-австрийского происхождения, среди которых были дипломаты, художники и врачи служившие России в XIX веке.
Прадед Визель Эмиль Оскарович — художник, академик живописи в Академии художеств (Санкт-Петербург). Бабушка — Вера Александровна Шолпо (1902—1970) — член союза художников Татарии. Двоюродный дед (родной брат бабушки) — Евгений Александрович Шолпо, изобретатель, музыкант, искусствовед.
Отец — Визель Андрей Оскарович (1930—2019) — ведущий научный сотрудник ИОФХ им. А. Е. Арбузова, специалист в области фосфорорганический соединений и создания новых лекарственных препаратов, лауреат Государственной премии Республики Татарстан по науке и технике.
Мать — профессор кафедры фармакологии КГМУ Студенцова Ирина Андреевна — посвятила свою жизнь изучению и внедрению в практику отечественных лекарственных препаратов и воспитанию целого поколения молодых ученых в Студенческом научном обществе.
Род Студенцовых исконно русский, среди которых были священнослужители и учёные. Прадед Пётр Студенцов был диаконом в деревне Кокрять Спасского уезда Казанской губернии. Дед Студенцов Андрей Петрович — член-корреспондент ВАСХНИЛ, лауреат Государственной премии, автор переизданного на многих языках СССР учебника по ветеринарному акушерству. Бабушка Студенцова Татьяна Леонидовна — доцент кафедры гистологии КГВИ. Ее отец Сапожников Леонид Степанович — профессор, первый ректор Сибирского ветеринарно-зоотехнического института, основоположник казанской и омской школ ветеринарной хирургии.
Первый брак с М. Э. Гурылёвой (профессор, специалист по биомедэтике). Дочь Елизавета Визель (Бакунина) посвятила жизнь паллиативной медицине. Второй брак с И. Ю. Визель (Степановой), имеет троих детей.

## Образование и профессиональная деятельность
В 1964 году был определён в среднюю школу № 72 г. Казани с усиленным изучением немецкого языка, где учился до 6 класса. В 1971 году перешёл в среднюю математическую школу № 131, которую окончил школу с похвальной грамотой.
В 1980 году с отличием окончил Казанский медицинский институт по специальности «Лечебное дело». В 1980—1982 гг. проходил клиническую ординатуру во Всесоюзном НИИ пульмонологии в Ленинграде под руководством профессора Н. И. Егурнова, военного врача и клинического физиолога.
В 1985 г. защитил кандидатскую диссертацию «Системная артериальная гипертензия при хронических неспецифических заболеваниях и туберкулезе легких» в 1-м Ленинградском медицинском институте (руководитель проф. Ф. Т. Красноперов).
Серьёзную подготовку по фтизиатрии А. А. Визель прошёл в течение 2,5 месяцев в 1986 году на кафедре фтизиопульмонологии 1-го Московского медицинского института им. И. М. Сеченова под руководством академика М. И. Перельмана и доцента В. А. Корякина. Там же, в Первом медицинском институте он прошёл подготовку по прикладному программированию.
В 1990 году защитил докторскую диссертацию «Оптимизация лекарственной коррекции функциональных нарушений кровообращения и дыхания у больных туберкулезом легких» (конс. академик А. Г. Хоменко) в Учёном совете при Центральном НИИ туберкулеза РАМН. В 1991 году ВАК присвоил ему учёную степень доктора медицинских наук, в том же году он стал доцентом, а в 1992 году ВАК присвоил ему учёное звание профессора по кафедре фтизиопульмонологии.

## Фтизиатрия и пульмонология
В октябре 1989 г. А. А. Визель возглавил кафедру фтизиопульмонологии КГМУ. А. А. Визель активно участвовал в работе Ассоциации фтизиатров и научного медицинского общества фтизиатров, участвовал во всех конгрессах и съездах того времени, вёл методическую работу, им было опубликовано более 150 работ по фтизиатрии. В 1999 году вышла монография «Туберкулёз» (А. А. Визель, М. Э. Гурылёва, под редакцией акад. М. И. Перельмана). В ней были очень компактно доступным языком изложены основы фтизиатрии того времени. Материалы по изучению больных туберкулёзом он докладывал на международных конгрессах в Париже, Берлине, Мадриде. Его рабочая группа впервые изучила при туберкулёзе оригинальные отечественные препараты ксимедон и димефосфон, приняла участие в создании новых противотуберкулёзных препаратов (2 Российских патента).
В 1999 году стал членом Европейского респираторного общества, выступал с докладами на ежегодных Европейских конгрессах, а в 2008—2011 был национальным делегатом России в Европейском Респираторном Обществе (ERS). Неоднократно принимал участие в работе советов экспертов РРО по основным заболевания органов дыхания.

## Саркоидоз
Свою первую статью по саркоидозу А. А. Визель опубликовал в 1993 году, а через несколько лет эта нозология стала делом его жизни. Саркоидоз — гранулёматоз неизвестной природы — многие годы лечили в противотуберкулёзных учреждениях преднизолоном с противотуберкулёзными препаратами. А. А. Визель, вдохновлённый работами М. М. Ильковича и С. Е. Борисова, приложил много сил, чтобы эта практика была прекращена, поскольку для массового применения она перестала соответствовать пониманию этого заболевания. В начале 2000-х годов под его руководством в Республике Татарстан на базе Межрегионального клинико-диагностического центра МЗ РТ был разработан и реализован уникальный алгоритм диагностики и наблюдения больных саркоидозом, проверенный на практике совместно с директором МКДЦ Р. И. Туишевым и зав. отделением, проф. Н. Б. Амировым.
Российское респираторное общество поручило А. А. Визелю подготовку клинических рекомендаций и монографии по саркоидозу. Профессор Визель пригласил к сотрудничеству более 40 коллег разных специальностей. В 2010 году итогом многолетнего труда и сотрудничества российских специалистов стало создание монографии «Саркоидоз» — под редакцией проф. А. А. Визеля в общей федеральной серии монографий РРО под редакцией академика А. Г. Чучалина. В отличие от всех предшествующих изданий над ним работали не только фтизиатры и пульмонологи, но и представители многих медицинских специальностей. В 2022 году были подготовлены и утверждены федеральные клинические рекомендации по саркоидозу, координатором которых был А.А.Визель.
Будучи членом WASOG участвовал в создании международных рекомендаций по применению метотрексата при саркоидозе.

## Публикации
А. А. Визель является соавтором англо-русского «Стедмановского» медицинского энциклопедического словаря (1995) и перевода с дополнениями американской монографии «Терапия» (1996). Им были подготовлены разделы «Фтизиатрия» и «Пульмонология» в справочнике-путеводителе практикующего врача «2000 болезней от А до Я» (1998), в 2007 году был соавтором и соредактором национальной монографии «Фтизиатрия», а затем соавтором федерального учебника по внутренним болезням (под ред. акад. Н. А. Мухина и др.), который выдержал более 10 переизданий, соавтором Национального руководства по пульмонологии. Автор и соавтор более 850 печатных работ в России и за рубежом.

## Ученики
Под руководством А. А. Визеля выполнено 2 докторских и 15 кандидатских диссертаций. Основные направления научной деятельности: клиническая физиология дыхания; компьютеризация клинической пульмонологии и учебного процесса; лечение обструктивных заболеваний органов дыхания; анализ оказания медицинской помощи в условиях реальной клинической практики; диагностика и лечение саркоидоза.
Доктора мед. наук: Ю. Д. Слабнов, М. Ф. Яушев.
Кандидаты мед. наук: М. Ф. Яушев, И. Я. Шпанер, И. Н. Халфиев, М. Ш. Сорокина, Л. В. Хузиева, Л. В. Исламова, К. А. Хабибуллин, А. А. Бунятян, Г. Р. Насретдинова, А. Э. Самерханова, Э. Д. Гизатуллина, Е. Ю. Пронина, М. А. Юнусова, Г. В. Лысенко, Р. И. Шаймуратов.

## Информатика и программирование
В 1987 году А. А. Визель подготовил и издал методические рекомендации по Минздраву РФ «Функциональное обследование больных туберкулезом органов дыхания с обработкой результатов на микро-ЭВМ», а в 1990 г. А. А. Визель, Е. М. Белиловский (Москва) и Н. Г. Соколов (НПО «Медфизприбор», Казань) создали свою систему оценки параметров внешнего дыхания, утвержденную МЗ РСФСР и изданную в виде методических рекомендаций по Российской Федерации «Логическое правило интерпретации параметров внешнего дыхания и его реализация на микро-ЭВМ». В 90-е годы им была создана программа-оболочка для тестового контроля и самообучения студентов и врачей «Плутон». «Плутон» был внедрён во многих ВУЗах России. В 1995 г. на ее основе был создан опросник по специальности фтизиатрия, утверждённый Минздравом Татарстана для аттестации врачей. В 2022 году государственную регистрацию получила прикладная программа CoViz (КоВиз), подготовленная совместно с Л.А.Визелем.

## Общественная деятельность и увлечения
С 1990 г. — член Ученых Советов лечебного факультета и медицинского университета, в 1995—1999 гг. возглавлял Ассоциацию фтизиатров и пульмонологов РТ, с 1996 г. А. А. Визель вошёл в состав Общественной Академии наук российских немцев. Член правления Российского респираторного общества.
Круг личных интересов: семейная фотография, видеосъемка и монтаж, путешествия.

## Наиболее значимые публикации
- Визель А. А., Папкова И. Н. Анализ причин смерти больных туберкулезом легких // Проблемы туберкулеза. 1987. N2. С. 46-48.
- Визель А. А., Фахрутдинова И. Д. Зональная реопульмонография и латеральный тест Бергана в предоперационном обследовании больных с патологией органов дыхания // Грудная хирургия. 1987. N 4. C. 93.
- Визель А. А. Функциональное обследование больных туберкулезом органов дыхания с обработкой результатов на микро-ЭВМ. — Методические рекомендации. Утв. МЗ РСФСР. Казань, 1987. — 20 с.
- Визель А. А. Влияние различных бронхолитиков на бронхиальную проходимость и центральную гемодинамику у больных туберкулезом и другими заболеваниями легких // Проблемы туберкулеза. 1988. N 9. С.27-31.
- Визель А. А. Димефосфон в коррекции нарушений функции внешнего дыхания при туберкулезе легких // Советская медицина. 1991. N 9. С. 60-62.
- Vizel A.A., Yaushev M., Sabitov E.A. A Comparison of different bronhodilators in tuberculosis patients // Tubercle and Lung Disease. 1995; 76(Suppl.2): 57.
- Визель А. А., Гурылева М. Э. Туберкулез. Монография / Под ред. акад. М. И. Перельмана. М.:ГЕОТАР МЕДИЦИНА. 1999. 208с
- Визель А. А. Где ты, российский «Медлайн» // Медицинская газета. 1999. № 79. С.12. (13.10.1999).
- Визель А. А. Система поддержки принятия решений при назначении лекарственных препаратов в пульмонологии и фтизиатрии // Информационные технологии в здравоохранении. 2002. № 5-7. С. 18-19.
- Визель А. А., Булашова О. В., Амиров Н. Б., Дмитриев Е. Г., Казаков И. М., Исламова Л. В., Гурылева М. Э., Насретдинова Г. Р. Интегральная модель диагностики и наблюдения больных саркоидозом в современных условиях // «Пульмонология». 2003; 3: 74-79.
- Визель А. А., Визель И. Ю., Визель Е. А. Индивидуальное применения персонального компьютера в практике пульмонолога: опыт 12-летнего мониторинга // Тер. архив. 2007. Том 79 (3).С. 55-57.
- Саркоидоз: Монография / Под ред. Визеля А. А. (Серия монографий Российского респираторного общества; Гл. ред. серии Чучалин А. Г.). — М.: Издательский холдинг «Атмосфера», 2010. — 416 с.
- Клинические рекомендации. Стандарты ведения больных. Раздел пульмонология (А. А. Визель соавтор) // М.: ГЭОТАР-Медиа, 2010.-1376 с.
- Внутренние болезни: учебник: в 2 т. / Под ред. Н. А. Мухина, В. С. Моисеева, А. И. Мартынова. 2-е изд., испр. и доп. — М.: ГЭОТАР-Медиа, 2010. — 1264 с. (Глава «Заболевания органов дыхания»).
- Yablonskii P.K., Vizel A.A., Galkin V.B., Shulgina M.V. Tuberculosis in Russia. Its history and its status today // Am. J. Respir. Crit. Care Med. 2015; 191(4): 372—376.
- Визель А. А., Визель И. Ю. Лечение саркоидоза: понимаем ли мы то, что делаем, и к чему мы стремимся? // Практическая пульмонология. 2016. № 3. С. 50-54.
- Визель И. Ю., Визель А. А. Динамика клинических, лучевых и функциональных данных в процессе лечения больных саркоидозом // Клиническая медицина. 2017. № 1. С. 60-66.
- Визель А. А., Визель И. Ю., Амиров Н. Б. Эпидемиология саркоидоза в Российской Федерации // Вестник современной клинической медицины. 2017. Том 10, № 5. С. 66-73.
- Визель А. А., Салахова И. Н., Визель И. Ю., Вафина А. Р., Шакирова Г. Р., Кудрявцева Э. З. Больные хронической обструктивной болезнью лёгких: анализ реальной клинической практики // Consilium Medicum. 2018; 03: 35-39.
- Визель А.А., Авдеев С.Н., Визель И.Ю., Шакирова Г.Р. Фенотипирование саркоидоза: анализ текущих подходов (обзор литературы) // Туберкулёз и болезни лёгких. 2024; 102(3): 84–94. http://doi.org/10.58838/2075-1230-2024-102-3-84-94.